# Martin Selner
Martin Selner (* 15. dubna 1984, Praha) je český spisovatel a bloger. Od roku 2016 vede blog Autismus & Chardonnay.

## Životopis
Martin Selner se narodil 15. dubna 1984 v Praze. Vystudoval speciální pedagogiku na Pedagogické fakultě Univerzity Karlovy. Studium zakončil bakalářskou prací na téma Přínos výstupního oddělení ve Věznici Rýnovice. Od roku 2013 pracuje jako asistent ve stacionáři pro lidi s poruchou autistického spektra.
Roku 2016 založil blog Autismus & Chardonnay, kam píše o svých zážitcích a zkušenostech s autisty. Roku 2016 byl také nominován na Křišťálovou lupu v kategorii One (wo)man show. O rok později byl nominován na cenu Magnesia Litera.
V říjnu 2019 v rozhovoru pro Slevomat oznámil, že chystá třetí knihu s názvem Už jen Chardonnay. 

## Dílo
- Autismus & Chardonnay (2017)
- Autismus & Chardonnay 2: Pozdní sběr (2019)